# なつぞら (音更町)
なつぞらは、北海道河東郡音更町（十勝総合振興局）にある町字。2022年4月1日に周囲の町字の一部を分離する形で新設された。
郵便番号は080-0346。
地名は2019年4月から9月に放送されたNHK連続テレビ小説『なつぞら』が十勝地方を舞台にしていたこと、「道の駅おとふけ」にロケセットを再現し、愛称も「なつぞらのふる里」としたことに由来する。

## 地理
音更町の南西部、道東自動車道音更帯広インターチェンジの南に位置する、帯広北バイパス（国道241号）と町道西3線に区切られた区域。農地を転用して整備された。

## 歴史
音更町は国内有数の農畜産物の産地であるが、その知名度は高いとは言えず、観光面でも課題があった。そこで狭隘化・老朽化が進んでいた道の駅の移転と合わせて魅力発信拠点づくりが計画された。平成22年ごろから検討が進められ、平成23年に始まった第5期総合計画の中で重点施策のひとつに掲げた。平成25年に整備構想の整理、平成26年に基本計画前の予備調査が行われ、同年5月には基本構想を策定し、道の駅の整備、直売所の併設、IC付近という方向性が決まった。IC付近には優良農地が広がっており、市街化調整区域内でもあることから開発行為に制約があるため国や道との協議が進められた。その中で当初はIC北側の工業団地の敷地を拡張して整備するとしていたが、これとは切り離すこととなり、町議会の平成30年第2回定例会にてIC南側の約9ヘクタールの土地を選定し、道の駅ゾーンと公園ゾーンを整備すること、30年度に公募型プロポーザル方式による事業者の選定、31年度に基本設計及び実施設計を予定しているとした。また同年第3回定例会にて道の駅に関して公設民営となることが明らかになった。
2019年（令和元年）5月に実施事業者として「ヴェスタおとふけグループ」を選定、同年7月に同社と基本協定を締結した。住民説明会などを経て2020年（令和2年）6月より道の駅の工事に着手。2021年12月建築工事・外構工事完了。また『なつぞら』のロケセット再現のためにふるさと納税を活用したクラウドファンディングを2回に分けて実施した。2021年9月、道の駅の愛称を「なつぞらのふる里」とし、ロゴも決定した。
公園部分に関しては、西側の多目的広場・トイレ棟工事が2021年6月着手、11月完成した。東側のエントランス広場・芝生広場は2022年以降順次整備予定。町議会の令和3年第3回定例会において「なつぞら公園」を追加する音更町公園条例の改正が可決された。
町議会の令和3年第4回定例会（2021年12月16日）にて道の駅おとふけ条例の改正、音更町特産センター条例の廃止が可決、同じく道の駅おとふけの指定管理者を開業から10年間はオカモト・鈴蘭ビルサービスグループとすることが可決された。町字「なつぞら」の新設も可決された。
2022年4月1日、字音更西2線の一部、字音更西3線の一部、字下音更北9線西の一部を分離し、町字「なつぞら」新設。4月15日「道の駅おとふけ」移転開業。

## 番地と施設
- 1番地 - スイートピア・ガーデン（柳月本社、製菓工場、店舗、喫茶）、駐車場
- 2番地 - 道の駅おとふけ（飲食店、農畜産物等販売所、ベーカリー、休憩所、他）、なつぞらエリア、芝生広場、駐車場
- 3番地 - なつぞら公園（多目的広場（駐車場）、エントランス広場、芝生広場）
- 4番地 - 道路用地（町道新北9線）
- 5番地 - 駐車場（国整備エリア）